# Palinodia (Stesicoro)
La Palinodia è un'opera con la quale il poeta della Magna Grecia Stesicoro ritrattò quanto contenuto in una precedente composizione, intitolata Elena.

## Genesi e struttura
Le fonti antiche ricordano o citano la ritrattazione che Stesicoro fece del suo poema su Elena con il titolo talvolta al singolare (Palinodia), talvolta al plurale. Racconta Isocrateː
(Trad. A. D'Andria)
Un commentario papiraceo attribuisce al peripatetico Cameleonte l’affermazione che Stesicoro compose due Palinodie; nella prima avrebbe criticato la versione omerica della storia (Elena andò a Troia con Paride), nella seconda avrebbe polemizzato con Esiodo, anche se il papiro non precisa quale fosse la materia della divergenza fra Stesicoro ed Esiodo. Possiamo ipotizzare che a Esiodo fosse fatta risalire la versione secondo cui Elena, giunta in Egitto con Paride, fu sottratta al troiano da Proteo, e che al posto suo andò a Troia un simulacro. Se così fosse, Stesicoro potrebbe avere composto una prima palinodia di tipo esiodeo, e poi un’altra ancora, più radicale, nella quale Elena non salì neppure sulla nave di Paride, ma fu subito sostituita dal simulacro, così da escludere qualsiasi possibilità di consumazione dell’adulterio. 
Nel commentario su papiro vi sono due incipit che dovrebbero appartenere alle due palinodieː
che ami il canto»
(Trad. A. D'Andria)
(Trad. A. D'Andria)
In entrambi i casi si tratta di invocazioni alla Musaː inoltre si sottolinea l’alta percentuale di innovazione che caratterizza la poesia stesicorea e, in particolare, si cita il caso dei figli di Teseo, Acamante e Demofonte, dei quali il poeta avrebbe raccontato inusitate avventure in Egitto, e di cui avrebbe perfino modificato la maternità Un altro frammento è citato da Platone come appartenente alla palinodia, probabilmente a quest'ultima più radicaleː
mai andasti sulle navi ben costrutte, 

né mai giungesti alla rocca di Troia»
(Trad. A. D'Andria)
Al di là del numero delle palinodie, è significativo che Stesicoro abbia dovuto pubblicamente affermare di essere venuto meno allo statuto di verità che nel mondo arcaico caratterizza il poeta. Vi è in ciò, con ogni verosimiglianza, un segno dell’importanza del pubblico in rapporto ai contenuti dei poemi: in una società prevalentemente orale, una storia è “vera” nella misura in cui il pubblico ne attesta la veridicità, la riconosce come parte della tradizione, della propria tradizione - ma la tradizione non necessariamente è identica in ogni luogo. Nella ritrattazione di Stesicoro si riconosce di solito l’influenza di un pubblico spartano, e si ipotizza di conseguenza un trasferimento di Stesicoro dall’ambiente siciliano al Peloponneso. 
È possibile tuttavia pensare anche a un pubblico locrese: nella città magnogreca era importante il culto dei Dioscuri, che sarebbero intervenuti di persona ad aiutare i Locresi nella Battaglia della Sagra, che li vide vincitori sui Crotoniati (in un anno tra il 580 e il 565 a.C.). Locrese o spartano, fu comunque il pubblico a determinare il mutamento della storia di Stesicoro.